# Наземні молюски

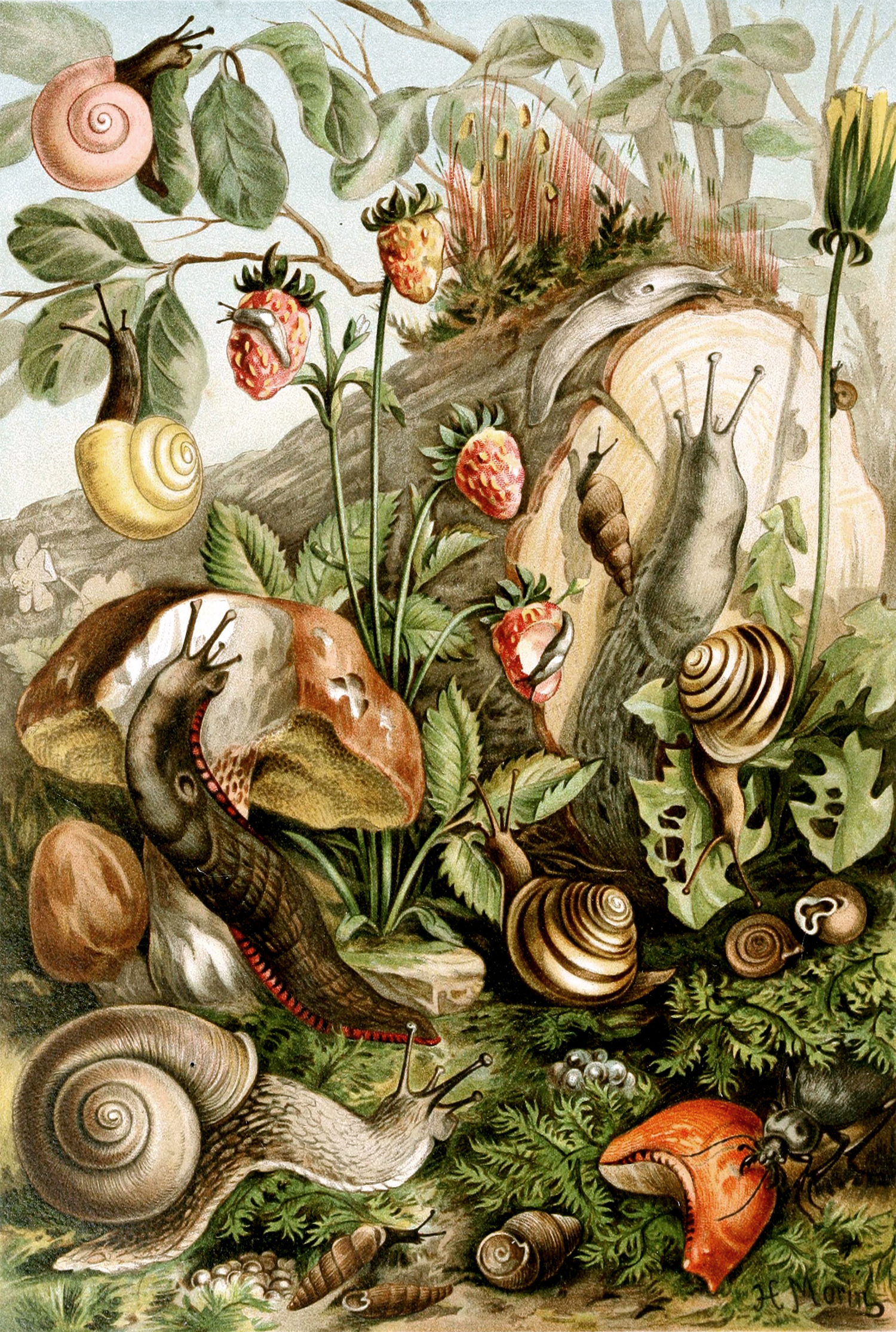
Наземні молюски на малюнку з «The Royal Natural History» Річарда Лідеккера 1893 року

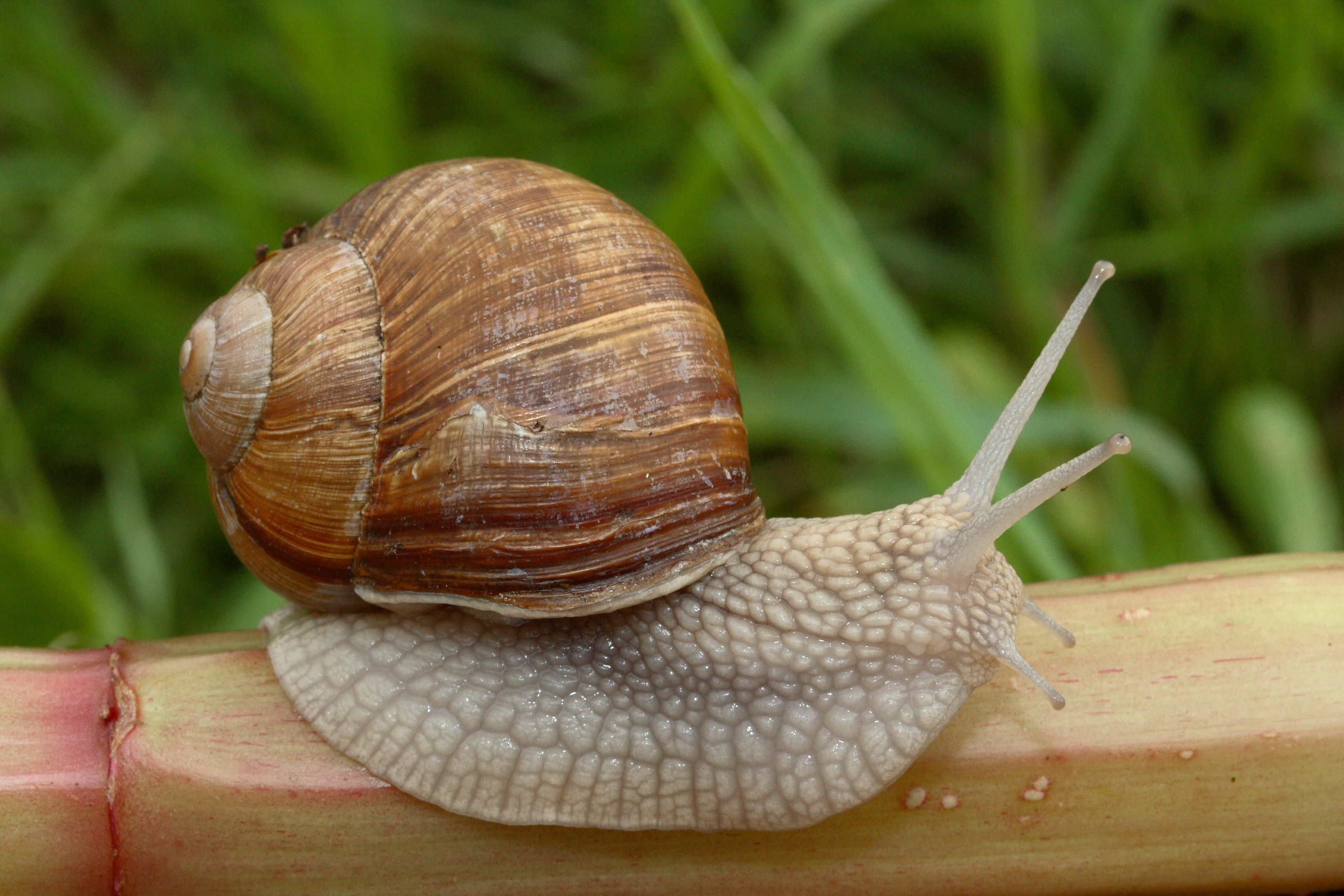
Виноградний равлик Helix pomatia

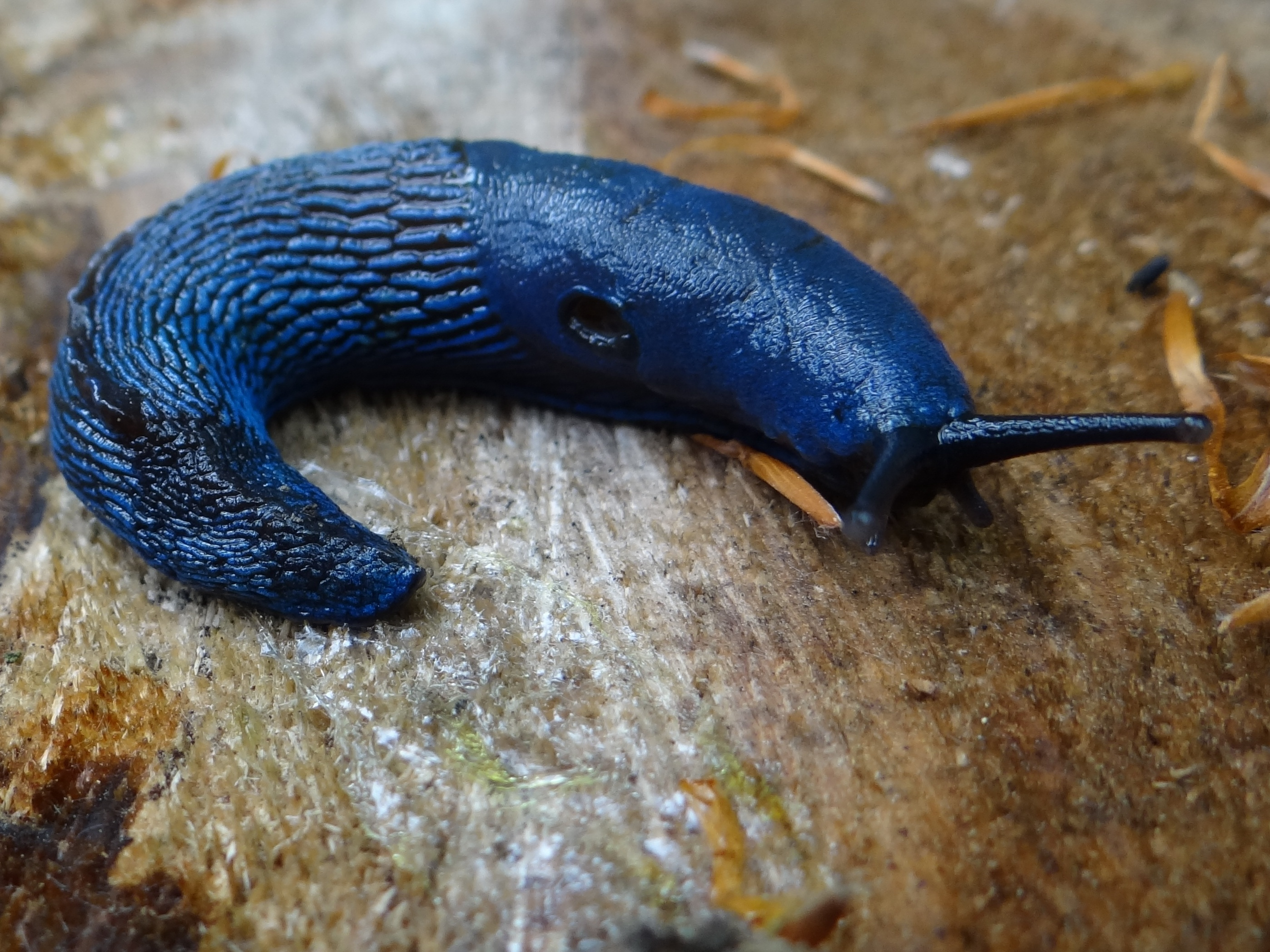
Карпатський слимак Bielzia coerulans

Наземні молюски — екологічна група тварин, що об'єднує всіх молюсків, які мешкають на суходолі. Включає близько 35 тисяч сучасних видів, всі з яких належать до класу Gastropoda. Вихід на суходіл відбувся кілька разів протягом еволюції черевоногих, тому наземні молюски є серед різноманітних, часто не споріднених, систематичних груп. Найбільш чисельна та різноманітна систематична група наземних молюсків, особливо в помірних широтах — це ряд Stylommatophora. Наземні молюски поширені по всій планеті, за виключенням Антарктиди та деяких островів, населяючи різноманітні біотопи від напівпустель до дощових лісів.
Представлені двома основними життєвими формами: равлик та слимак (або менш коректно слизняк), які також не співвідносяться з спорідненістю цих тварин, адже втрата черепашки відбулася багато разів протягом еволюції черевоногих молюсків.
Наземні молюски — одна з найбільш вразливих груп живих істот, майже половина з усіх зареєстрованих випадків сучасних вимирань видів (803) належать саме до наземних молюсків і не менше 2 % сучасних видів наземних молюсків наразі вимерли.
В Україні зустрічається трохи більше 200 видів наземних молюсків.

## Деякі відомі українські наземнімалакологи
- Криницький Іван Андрійович (1797—1838)
- Калениченко Іван Йосипович (1805—1876)
- Єльський Костянтин Роман (1837—1896)
- Ломницький Мар'ян Алоїз (1845—1915)
- Бонковський Йозеф (1848—1887)
- Пузанов Іван Іванович (1885—1971)
- Паночіні Сергій Сергійович (1891 — 1931)
- Полянський Юрій Іванович (1892—1975)
- Здун Всеволод Ілліч (1907—1999)
- Куниця Микола Олександрович (1925—2002)
- Мельничук Іван Васильович (1937—2008)
- Присяжнюк Валентин Арсенійович (1938—2020)
- Байдашніков Олександр Олексійович (нар. 1950)
- Корнюшин Олексій Вадимович (1962—2004)
- Крамаренко Сергій Сергійович (нар. 1966)
- Гураль-Сверлова Ніна В'ячеславівна (нар. 1970)
- Балашов Ігор Олександрович (нар. 1985)

## Деякі найвідоміші закордонні наземні малакологи
| - Карл Лінней (1707—1778) - Емануель да Коста (1717—1791) - Отто Фрідріх Мюллер (1730—1784) - Жан Батист Ламарк (1744—1829) - Йоганн Фрідріх Гмелін (1748—1804) - Жан Гійом Брюгієр (1749—1798) - Жак Драпарно (1772—1804) - Антуан Ріссо (1777—1845) - Андре Етьєн Ферюссак (1786—1836) - Свен Нільссон (1787—1883) - Міхаель Білц (1787—1866) - Томас Сей (1787—1834) - Вільгельм Гартманн (1793—1862) - Карл Едуард Ейхвальд (1795—1876) - Джон Едвард Грей (1800—1885) - Річард Томас Лау (1802—1874) - Альберт Муссон (1805—1890) - Огастес Гулд (1805—1866) - Людвіг Пфайффер (1805—1877) - Еміль Росмеслер (1806—1867) - Джон Гвін Джеффріс (1809—1885) - П'єр Мореле (1809—1892) - Вінценц Гредлер (1823—1912) - Едуард Альберт Білц (1827—1898) - Жуль Бургінья (1829—1892) - Едуард фон Мартенс (1831—1904) - Карл Вестерлунд (1831—1908) - Стефан Клессін (1833—1911) - Маріанна Паулуччі (1835—1919) - Отто Рейнгардт (1838—1924) - Вільгельм Кобельт (1840—1916) - Біргітта Есмарк (1841—1897) - Оскар Беттгер (1844—1910) | - Едгар Альберт Сміт (1847—1916) - Отто Меллендорф (1848—1903) - Карло Поллонера (1849—1923) - Отто Ретовський (1849—1925) - Генріх Сімрот (1851—1917) - Отто Розен (1853—1925) - Антоній Вагнер (1860—1928) - Йоганнес Тіле (1860—1935) - Генрі Пілсбрі (1862—1957) - Пауль Барч (1871—1960) - Вільгельм Ліндгольм (1874—1935) - Чарлз Кук (1874—1948) - Том Айрдейл (1880—1972) - Владислав Полінський (1885—1930) - Лотар Форкарт (1902—1990) - Александру Гроссу (1910—2004) - Ілля Ліхарев (1917—2003) - Артур Кейн (1921—1999) - Воєн Ложек (1925—2020) - Адольф Рідель (1930—2010) - Анджей Віктор (1931—2018) - Алан Солем (1931—1990) - Гартмут Нордсік (1940—2022) - Анатолій Шилейко (нар. 1940) - Стівен Гулд (1941—2002) - Едмунд Гіттенбергер (нар. 1943) - Роберт Кові (нар. 1954) - Беата Покришко (1956—2022) - Роберт Кемерон - Гарі Баркер - Бруно Баур - Бернхард Хаусдорф - Менно Шилтхаузен (нар. 1965) |